# Талдисай (Чингірлауський район)
Талдиса́й (каз. Талдысай) — село у складі Чингірлауського району Західноказахстанської області Казахстану. Входить до складу Ащисайського сільського округу.
Населення — 23 особи (2021; 127 у 2009, 211 у 1999, 300 у 1989).